# ROIROM
ROIROM（ロイロム）は、日本の男性アイドルデュオ。2025年に結成。
『timelesz project』に参加し、最終審査まで残った2人によるユニット。ユニット名の由来は2人の名前「ろい」と「ひろむ」。

## メンバー
| 名前                        | 生年月日              | 血液型 | 出身地   |
| --------------------------- | --------------------- | ------ | -------- |
| 本多 大夢 （ほんだ ひろむ） | 2000年7月10日（25歳） | B型    | 神奈川県 |
| 浜川 路己 （はまがわ ろい） | 2006年1月3日（19歳）  | A型    | 沖縄県   |

## 経歴
本多と浜川が初めて会ったのは2023年、中国と香港の共同制作によるアイドルオーディション番組『ASIA SUPER YOUNG』に出演するのが決まったとき。このオーディションには、同じく『timelesz project』候補生だった西山智樹と3人揃って沖縄の芸能プロダクションキャッツアイから参加し、猫眼三兄弟と呼ばれた。結果は本多が44位。浜川が日本人参加者の中では最高位の24位だった。
2024年、本多・浜川は『timelesz project』に参加し、最終審査まで歩みを進めた。結果的にtimelesz加入は叶わなかったものの、聴く者を惹きつける歌唱力をはじめ総合力の高い本多と、オーディションの中でアイドルとして圧倒的な存在感を放ちはじめた浜川は『timelesz project』のムーブメントに大きく貢献した。
その後個人での活動を模索していた本多は、中国の番組に出る以前からサポートを受けていた事務所で活動していこうと決断。浜川も同じように考えていることを知り、2人一緒に活動していく方向へ話がまとまった。
2025年5月8日、本多と浜川はそれぞれのInstagramを更新し、ユニットの結成を発表。このタイミングでファンクラブサイト、ファンクラブアプリも開設された。
同年同月、日本テレビ系バラエティー『THE突破ファイル』でテレビ初出演を果たした。
同年6月、ファンクラブ内で初の生配信が行われ、ファンネームが「cHaRm（チャーム）」に決定した。

## 出演

### テレビ番組
- 『THE突破ファイル』スタジオゲスト（2025年5月22日、日本テレビ）[12]
- 『あざとくて何が悪いの?』スタジオゲスト（2025年6月19日、テレビ朝日）[13]
- 『THE 世代感』ゲスト（2025年6月22日、テレビ朝日）[14]
- 『ZIP!』（2025年7月8日、日本テレビ）[15]
- 『ヒルナンデス!』（2025年7月8日、日本テレビ）[15]
- 『DayDay.』（2025年7月8日、日本テレビ）[15]
- 『ザ!世界仰天ニュース』（2025年7月8日、日本テレビ）[15]
- 『ナインティナインの人生予習スゴロク』（2025年7月13日、日本テレビ）[16]
- 『沸騰ワード10』（2025年7月25日、日本テレビ） [17]
- 『MEGUMIママのいるBar』（2025年7月29日・8月4日、テレビ朝日） [18]

### 雑誌・Webメディア
- 『SPUR』（2025年5月8日、Web掲載）「本多大夢、浜川路己がユニットとして始動。 メディア初登場の【ROIROM（ロイロム）】に独占インタビュー！」[7]
- 『「VOCE」2025年7月号』（2025年5月22日）「SUPER PEOPLE」[19][20]
- 『「ar」2025年7月号』（2025年6月12日）「HOT×HOT Boys」[21]
- 『「MAQUIA」2025年8月号』（2025年6月20日）「STUNNING! ROIROM」、増刊表紙[22]
- 『「美的」2025年8月号』（2025年6月20日）「美的HEN」[23]
- 『「anan」2459号』（2025年8月20日）「確かなカンケイ。」、スペシャルエディション表紙[24]

### CM・広告
- 花王『エッセンシャル』「速乾つるサラチャレンジ」（2025年6月、WebCM）[25]
- JINS『RIM』「RIMLESS + DOUBLE BRIDGE いまをかける。」（2025年7月、プロモーション動画）[26]
- 花王『エッセンシャル』「ROIROM 新たなデビュー」篇（2025年7月、WebCM）[27]
- ソフトバンク『LINEMO』“GreenTalk” 「つながる篇」「安心篇」（2025年7月、WebCM）[28]

## 音楽作品
- 未発表（2025年7月現在）